# William Paca
William Paca, född 31 oktober 1740 i Harford County, Maryland, död 23 oktober 1799 i Queen Anne's County, Maryland, var en amerikansk jurist och politiker samt undertecknare av USA:s självständighetsförklaring. Han var ledamot av kontinentalkongressen 1774–1779 och Marylands guvernör 1782–1785.
Paca gifte sig år 1761 med Mary Chew. Hustruns släkt härstammade från John Chew som hade anlänt till Jamestown år 1622. Mary avled år 1774 och Paca gifte 1777 om sig med Anne Harrison. Den andra hustrun avled tre år efter äktenskapet till Paca. Paca studerade vid Inner Temple i London och vid College of Philadelphia (som efter sammanslagningen 1791 med University of the State of Pennsylvania heter University of Pennsylvania). Sin advokatpraktik öppnade Paca år 1763 i Annapolis. Samtidigt som han representerade Maryland i kontinentalkongressen var han även ledamot av Marylands senat 1776–1777 och 1778–1780. Därefter tjänstgjorde han som domare i en appellationsdomstol innan han blev guvernör.
Paca efterträdde 1782 Thomas Sim Lee som guvernör och efterträddes 1785 av William Smallwood. Han deltog i grundandet av Washington College år 1786. Två år senare deltog han i konventionen där USA:s konstitution ratificerades för Marylands del. President George Washington utnämnde 1789 Paca till en federal domstol. Han innehade domarbefattningen fram till sin död tio år senare.